# 金翼基
金 翼基（キム・イッキ、朝鮮語: 김익기、1916年2月19日 - 1992年10月1日）は、大韓民国の実業家、政治家。安東邑長、制憲・第2・3・4・6代韓国国会議員。
本貫は新安東金氏。号は一江（イルガン、일강）。元錦湖アシアナグループ会長の朴定求と元ヘテグループ会長の朴健培は娘婿。

## 経歴
日本統治時代の慶尚北道安東郡出身。日本大学専門部法学科卒。安東酒造株式会社専務取締役、安東金融組合長、独促国民会安東支部副委員長、安東邑長、制憲国会憲法および政府組織法起草委員、第2・3・4代国会社会保健分科委員会委員長、国会憲法委員会委員、酒類業組合中央会長、自由党安東乙区党委員長・院内政策委員長、民政党中央委員会副議長・党務委員、民衆党中央常務委員、イランテヘランIPU総会韓国代表、雲岩鉱山社長、憲政同友会副会長を務めた。1972年に制憲同志会会員として十月維新を支持した。
1992年10月1日、ソウル市麻浦区の自宅で持病により死去。77歳没。